# Тыкаша (село)
Тыкаша — село в Ясненском городском округе Оренбургской области.

## География
Находится на расстоянии примерно 25 километров по прямой на северо-восток от окружного центра города Ясный.

## Климат
Климат сухой, резко континентальный. Средняя температура января −17…-18°С, глубина снежного покрова 25-30 см, малая мощность снежного покрова приводит к промерзанию почвы на глубину до 1,5 м. Лето жаркое и сухое, средняя температура июля +20…+21°С. Также характерной особенностью климата является недостаточность атмосферных осадков, годовая сумма которых не достигает 300 мм. Холодным временем года является период с октября по март, и теплым — с апреля по сентябрь.

## История
Село основано было в 1909—1910 году переселенцами с Полтавской и Винницкой губернии. Названо по местной речке. В 1929 году в селе был организован колхоз «Новый быт». В 1957 году, в порядке реорганизации село Тыкаша стало центром отделения совхоза «Аниховский». С 1967 года — центр отделения № 2 вновь организованного совхоза им. Комарова. Позже до 2015 года центр отделения № 2 СПК «Дружба» (бывшее ЗАО им. Комарова). До 2016 года в составе Комаровского сельсовета Ясненского района, после преобразования обоих муниципальных образований в составе Ясненского городского округа.

## Население
| 2010 |
| ---- |
| 196  |

Постоянное население составляло 329 человек в 2002 году (казахи 79 %), 196 в 2010 году.